# Cheniguel
Cheniguel est une commune de la wilaya de Médéa en Algérie.

## Géographie
La commune est située dans l'extrême nord des hautes plaines centrales algérienne, au piedmont sud de l'atlas tellien (mont de Titteri). Elle se trouve à environ 157 km au sud d'Alger, à 109 km au sud-est de Médéa, à 89 km au sud-ouest de Bouira, et à 19 km a l'est de Chellalet El Adhaoura.
|                       | Ridane (Wilaya de Bouira) | Maamora (Wilaya de Bouira)   |
| Chellalet El Adhaoura | Cheniguel                 | Maamora(Wilaya de Bouira)    |
|                       | Aïn Ouksir                | Sidi Aïssa(wilaya de M'Sila) |